# Poliana
Poliana este un gen de molii din familia Sphingidae. 

## Specii
- Poliana albescens - Inoue 1996
- Poliana buchholzi - (Plotz 1880)
- Poliana leucomelas - Rothschild & Jordan 1915
- Poliana micra - Rothschild & Jordan 1903
- Poliana wintgensi - (Strand 1910)